# Leonid Jojlov
Leonid Jojlov –en ruso, Леонид Хохлов– (Uliánovsk, URSS, 16 de junio de 1980) es un deportista ruso que compitió en natación. Ganó una medalla de bronce en el Campeonato Mundial de Natación en Piscina Corta de 2002, en la prueba de 4 × 100 m libre.

## Palmarés internacional
| Campeonato Mundial en Piscina Corta | Campeonato Mundial en Piscina Corta | Campeonato Mundial en Piscina Corta | Campeonato Mundial en Piscina Corta |
| Año                                 | Lugar                               | Medalla                             | Prueba                              |
| ----------------------------------- | ----------------------------------- | ----------------------------------- | ----------------------------------- |
| 2002                                | Moscú (Rusia)                       | Medalla de bronce                   | 4 × 100 m libre                     |